# عقاب كركي
عقاب كركيّ (الاسم العلمي: Geranoaetus) هو جنس طيور جارحة من فصيلة البازية. يشمل الأنواع التالية:
| الصورة | الاسم العلمي             | الاسم الشائع         | التوزيع                                                                             |
| ------ | ------------------------ | -------------------- | ----------------------------------------------------------------------------------- |
|        | Geranoaetus albicaudatus | باز أبيض الذيل       | ساحل تكساس ووادي ريو غراندي إلى وسط الأرجنتين ، بالإضافة إلى العديد من جزر الكاريبي |
|        | Geranoaetus polyosoma    | باز متغير            | مرتفعات الأنديز الوسطى والشمالية                                                    |
|        | Geranoaetus melanoleucus | عقاب حوام أسود الصدر | أمريكا الجنوبية                                                                     |